# Ілів
І́лів — село в Україні, у Стрийському районі Львівської області. Населення становить 271 особа. Орган місцевого самоврядування — Тростянецька сільська рада.

## Історія
Село лежить в пагористій місцевості, що з усіх боків оточена лісами. Воно простягнулося у вузькій долині, вздовж невеликої річки Іловець. Назва села походить від великих ялинових лісів, які росли тут у давнину (у Карпатах здавна ялину називали «Іла»). З документів 1570 р. відомо, що лісовий масив на схід від річки Колодниці мав назву Іловець.
Історія села сягає вглиб століть. На високій скелястій, вкритій лісом Токаревій горі, що височить над південною околицею села, у давнину існувало городище. На цій горі досі є сліди двох концентричних оборонних валів та ровів. Там же, з боку села, на стрімкому схилі розміщені три невеликі печери. Одна з них — це печера-кімната, видовбана в скелі людськими руками. Очевидно, в Ілові, як і в сусідньому Стільську, було городище та капище білих хорватів (див. також Городище Ілів).
Відомо, що 1498 року після татарських спустошень село було звільнене королем на шість років від сплати податків на користь війська. У ті часи село переходило від одного шляхтича до іншого. 1512 р. Ілів знову був звільнений на шість років від сплати всіляких податків після спустошення його волохами, а 1515 р. татари і волохи повністю спалили, спустошили і знелюднили його. Село належало тоді родині шляхтичів Тарлів, у власності яких довгий час перебувало багато сіл Миколаївського району (весь так званий Дроговизький ключ). Але навіть після таких погромів село щоразу потроху оживало, відбудовувалося.
Пізно восени 1620 р. після чергового нападу татарської орди у селі залишилось лише кілька хат. Люди змушені були втікати на зиму до інших сіл, щоб не померти з голоду. Ще одне страхітливе спустошення випало на долю села восени 1648 р. Воно було спустошене татарами, церква і млин спалені, частина людей вимерла від епідемії, частина потрапила в неволю.
У селі в XIX ст. існувала школа-дяківка. У 1907 р. силами 14 селян була заснована читальня, однак діяльність її тривала недовго і була відновлена лише 1933 р. Але польська влада заборонила будувати для неї будинок. В 1935 р. в селі нараховувалося 100 хат.
За часу німецької окупації (1941–1944 рр.) багато молоді було відправлено на роботу до Третього Рейху. У червні 1944 р. німецькі карателі, виливаючи свою лють на партизанів, дотла спалили село і розстріляли шістьох його жителів.
Село Ілів було одним із центрів діяльності УПА. Тут діяли друкарня, аптечні та інші склади.
У 1950-х рр. село було електрифіковане та радіофіковане. Був відкритий фельдшерський пункт для надання першої медичної допомоги. З початку 1960-х рр. село отримало автобусне сполучення з районним центром і Новим Роздолом. У 70-х рр. у селі почав працювати цех для виробництва картонної тари.

## Дерев'яна церква Воздвиження Чесного Хреста

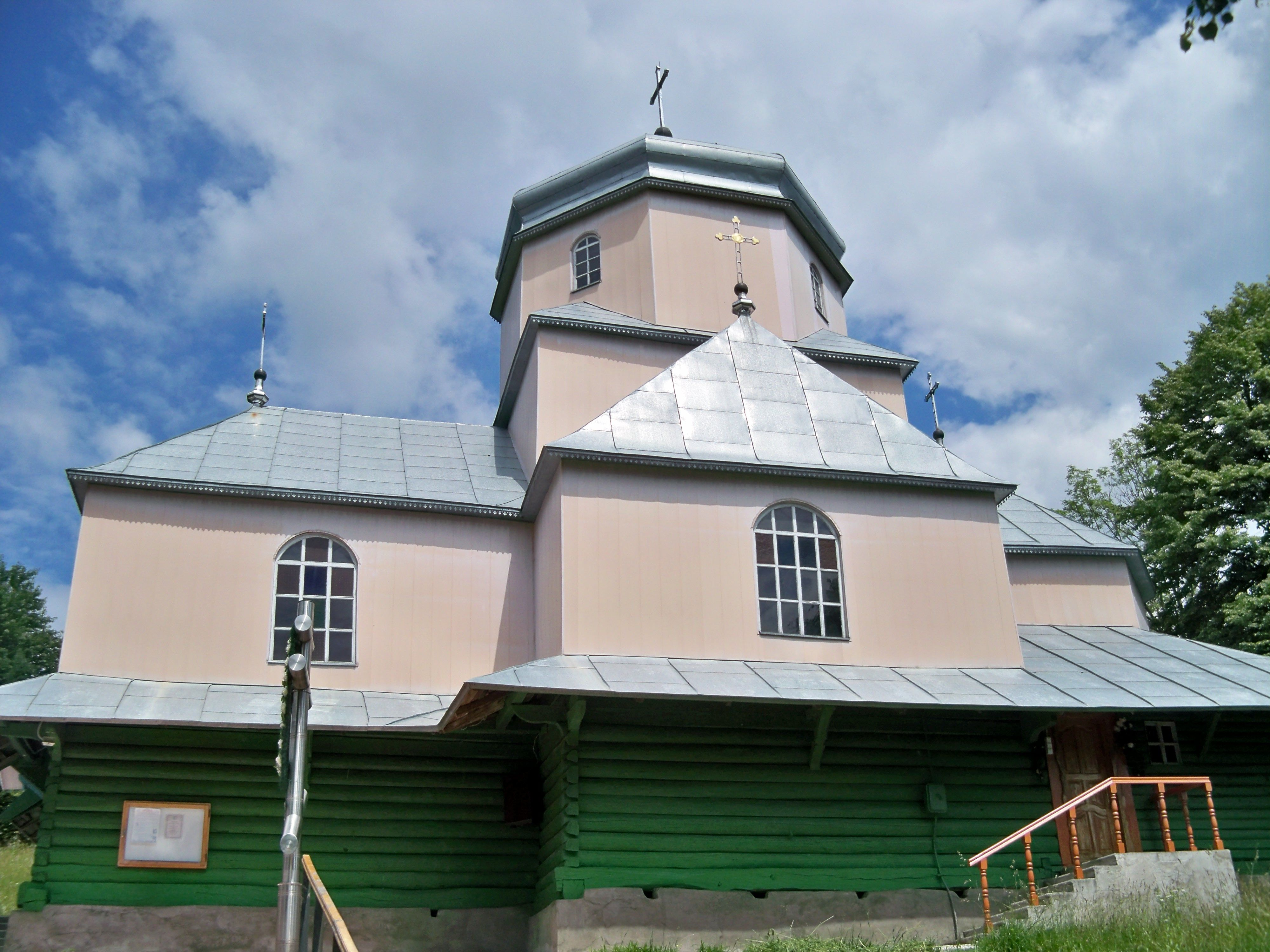
Церква Воздвиження Чесного Животворного Хреста

Місцева дерев`яна церква стоїть на схилі, біля цвинтаря в північній частині поселення. Вперше місцева парафія згадується в акті люстрації села від 1661 року. При перевірці парафії восени 1739 року було зазначено, що місцева дерев`яна церква Чесного Хреста стоїть на горі, покрита гонтом. Парафіян у селі в той час було тільки 8 родин. Майже через сто років, у 1832 році, парафіян було 260 осіб. У 1921 році почали будівництво існуючого дерев`яного храму, будівництво завершене у 1923 році.

## Природоохоронні території
Неподалік від села розміщені пам'ятки природи: комплексна пам'ятка природи «Стільська» та «Скеля з трьома печерами», а також заповідне урочище «Роздільське».

## Відомі люди
- Михайло Палідович-Карпатський — ідеолог ОУН, головний редактор часопису «Ідея і Чин», секретар третього надзвичайно великого збору ОУН.
- Паньків Іван Микитович — поручник УПА, командир сотні в ТВ-14 «Асфальт», кур'єр ЗЧ ОУН.

## Городище Ілів

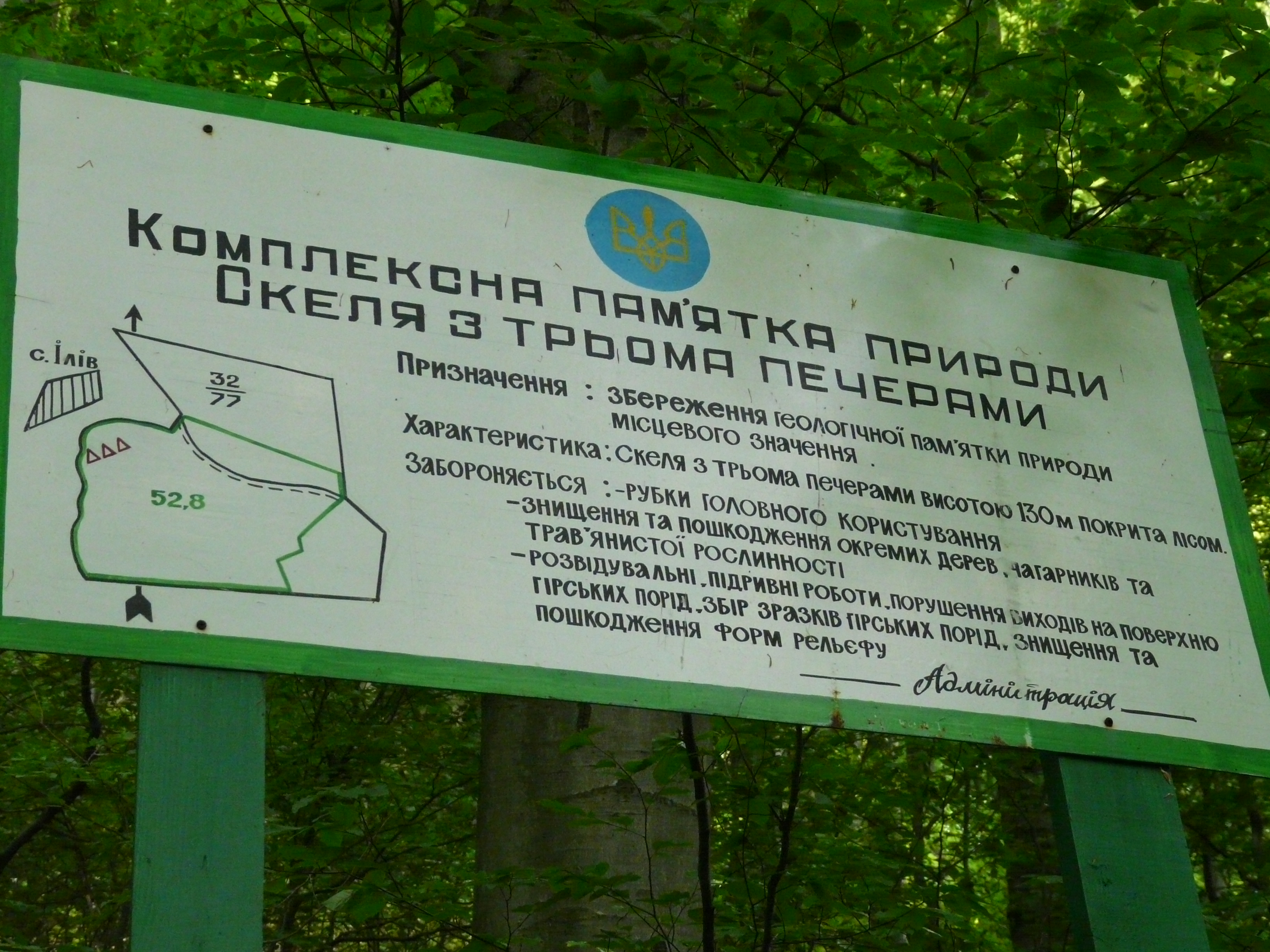
Інформаційна таблиця при підніжжі Токаревої гори
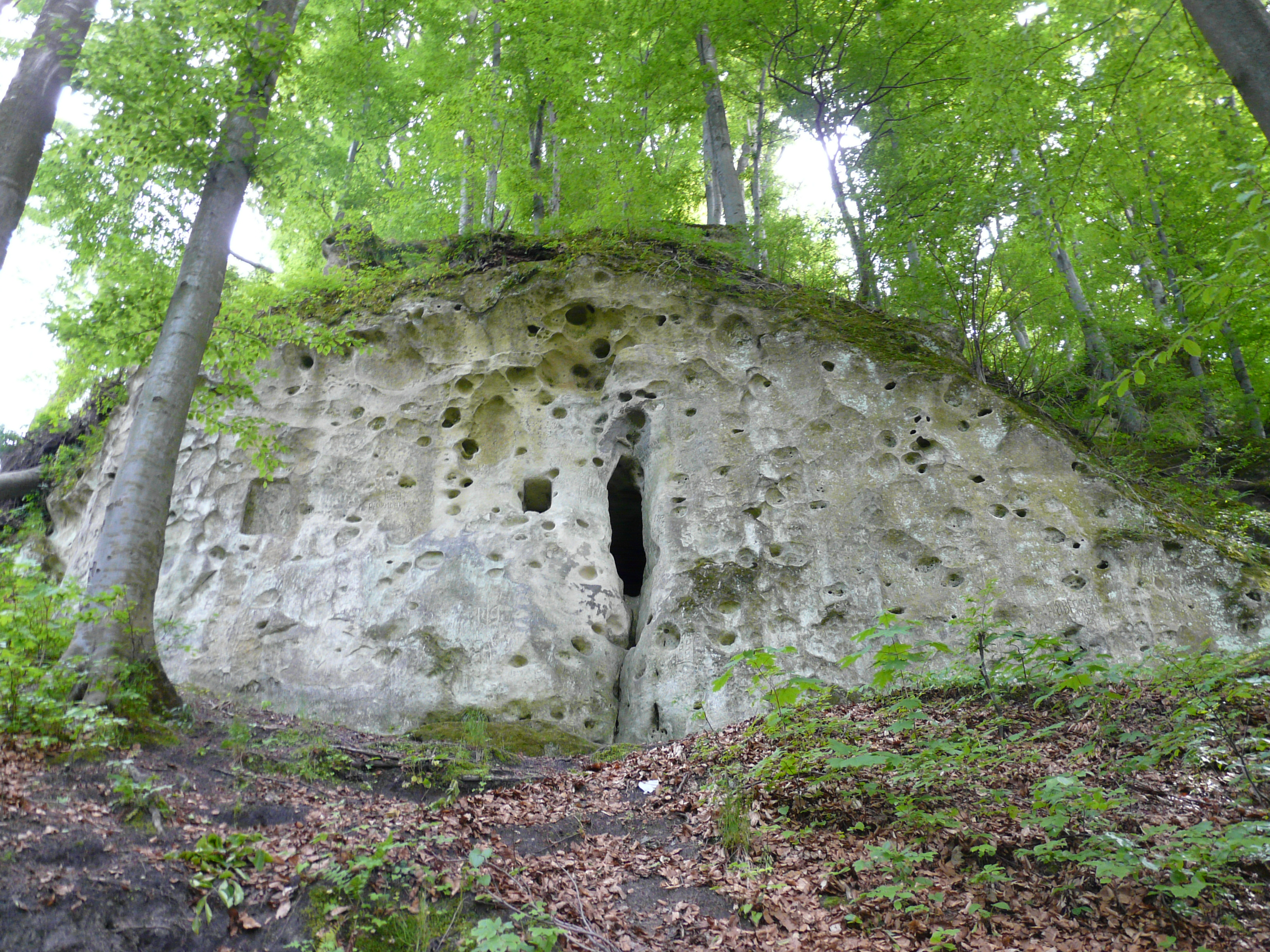
Скеля з рукотворною кімнатою-печерою
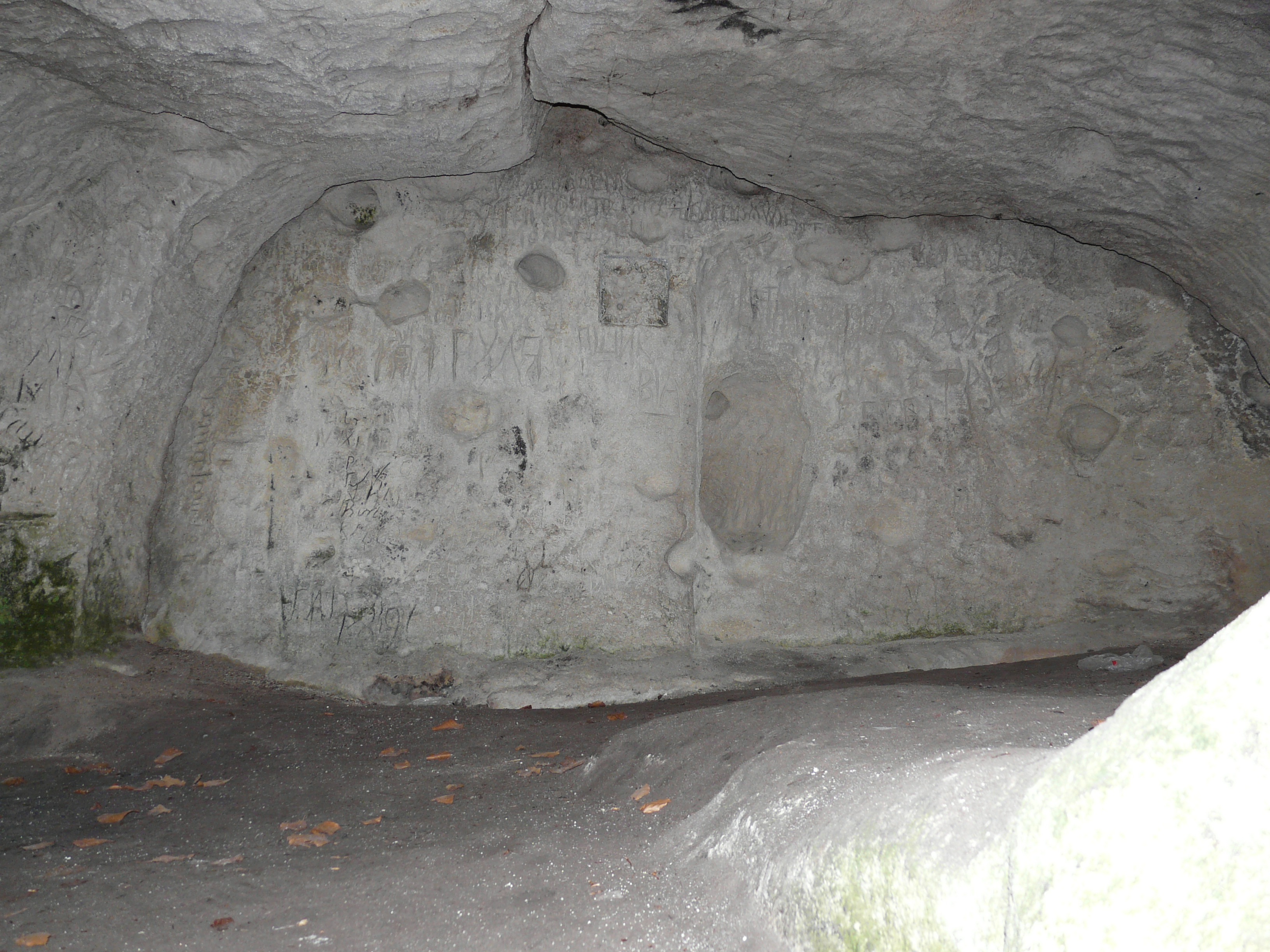
У кімнаті-печері
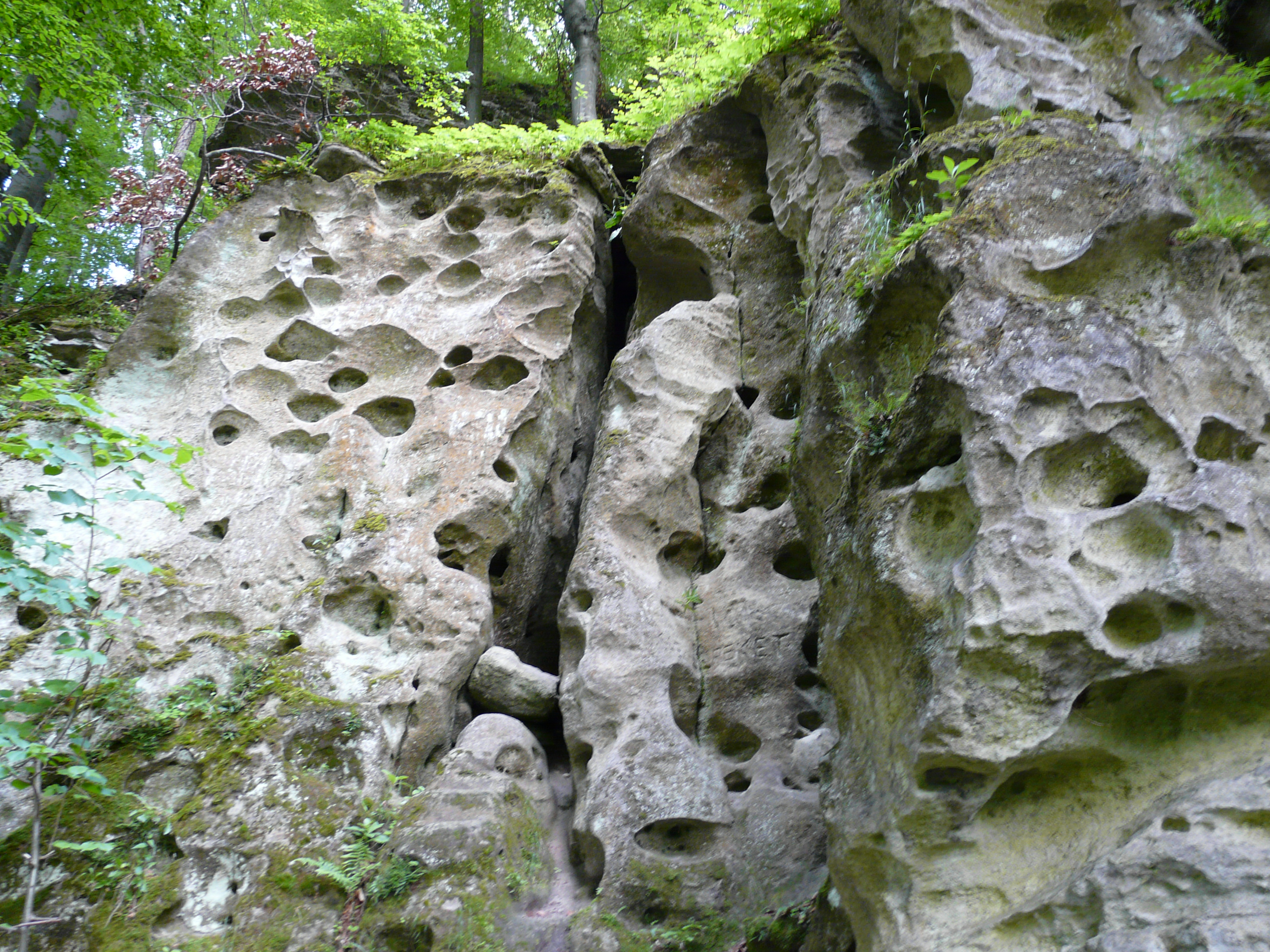
Скеля з входом до другої печери